# Javakortvinge
Javakortvinge (Brachypteryx montana) är en asiatisk tätting i familjen flugsnappare med omtvistad systematik.

## Utseende och läte
Javakortvingen är en liten och mörk tätting. Hanen är genomgående skiffergrå, på buken något ljusare. Honan är skiffergrå på huvud och bröst, men rostbrun på stjärt, övergump, rygg och vingar samt något ljusare orangebrun på buken. Båda könen har långa svarta ben och ett tunt vitt ögonbrynsstreck. Hanen är ytligt lik javanäktergalen, men har kortare stjärt och saknar vitt i pannan. Sången består av en räcka slumpmässiga tonlösa visslingar.

## Utbredning och systematik
Javakortvingen förekommer i bergstrakter på Java i Indonesien. Den behandlas som monotypisk, det vill säga att den inte delas in i några underarter. Tidigare inkluderades populationer i stora delar av södra och östra Asien i arten, då med svenska trivialnamnet blå kortvinge, men dessa urskiljs numera som egna arter: kinesisk kortvinge (B. sinensis), himalayakortvinge (B. cruralis), taiwankortvinge (B. goodfellowi), filippinkortvinge (B. poliogyna), sumatrakortvinge (B. saturata), borneokortvinge (B. erythrogyna) och floreskortvinge (B. floris). Studier visar på stora genetiska skillnader populationerna emellan, liksom tydliga skillnader i utseende och läte.

## Levnadssätt
Javakortvingen hittas i bergsbelägen regnskog. Där ses den födosöka på marken, men också hoppa fram på lågor och låga grenar.

## Status
Arten har ett relativt begränsat utbredningsområde, men beståndet anses vara stabilt. Internationella naturvårdsunionen IUCN kategoriserar den som livskraftig.